# Vonetta McGee
Vonetta McGee (San Francisco, 14 gennaio 1945 – Berkeley, 9 luglio 2010) è stata un'attrice statunitense.

## Biografia
Laureatasi nel 1962, la McGee debuttò come attrice nel 1968 in Faustina, diretto da Luigi Magni. Nello stesso anno ebbe il suo primo ruolo importante, nello spaghetti-western Il grande silenzio, diretto da Sergio Corbucci. Il suo personaggio è rimasto uno dei pochi personaggi femminili di colore nel mondo quasi tutto maschile degli spaghetti-western.
Nel 1972 la McGee interpretò un ruolo nel cult della blaxploitation Blacula. Nel 1973 partecipò a un altro celebre film di blaxploitation, Shaft e i mercanti di schiavi. Nel 1975 ebbe buona notorietà per la sua interpretazione nel film del 1975 Assassinio sull'Eiger, insieme a Clint Eastwood. È deceduta a seguito di un arresto cardiaco il 9 luglio 2010, a 65 anni.

## Vita privata
Nel 1987 sposò l'attore Carl Lumbly, dal quale ebbe un figlio, Brandon, nel 1988.

## Filmografia

### Cinema
- Faustina, regia di Luigi Magni (1968)
- Il grande silenzio, regia di Sergio Corbucci (1968)
- L'uomo perduto (The Lost Man), regia di Robert Alan Aurthur (1969)
- Lettera al Kremlino (The Kremlin Letter), regia di John Huston (1970)
- Io monaca... per tre carogne e sette peccatrici, regia di Ernst R. von Theumer (1972)
- Melinda, regia di Hugh A. Robertson (1972)
- Blacula, regia di William Crain (1972)
- Hammer, regia di Bruce D. Clark (1972)
- Shaft e i mercanti di schiavi (Shaft in Africa), regia di John Guillermin (1973)
- Criminale asservito alla polizia (Detroit 9000), regia di Arthur Marks (1973)
- Thomasine & Bushrod, regia di Gordon Parks Jr. (1974)
- Assassinio sull'Eiger (The Eiger Sanction), regia di Clint Eastwood (1975)
- Woo fook, regia di Po-Chih Leong e Terence Young (1977)
- Brothers, regia di Arthur Barron (1977)
- Repo Man - Il recuperatore (Repo Man), regia di Alex Cox (1984)
- To Sleep with Anger, regia di Charles Burnett (1990)
- Johnny B Good, regia di Richard L. Brooks (1998)
- Black August, regia di Samm Styles (2007)

### Televisione
- The Bill Cosby Show – serie TV, episodi 2x04 (1970)
- L'anello del mistero (The Norliss Tapes), regia di Dan Curtis – film TV (1973)
- Pepper Anderson - Agente speciale (Police Woman) – serie TV, episodi 2x12 (1975)
- Operazione Superdome (Superdome), regia di Jerry Jameson – film TV (1978)
- Starsky & Hutch – serie TV, episodio 4x09 (1978)
- Un uomo chiamato Sloane (A Man Called Sloane) – serie TV, episodio 1x11 (1979)
- Il mio amico Arnold (Diff'rent Strokes) – serie TV, episodio 2x15 (1980)
- Scruples, regia di Robert Day – film TV (1981)
- I ragazzi del computer (Whiz Kids) – serie TV, episodio 1x04 (1983)
- Magnum, P.I. – serie TV, episodio 4x12 (1984)
- Yellow Rose (The Yellow Rose) – serie TV, episodio 1x15 (1984)
- Hell Town, regia di Don Medford – film TV (1985)
- New York New York (Cagney & Lacey) – serie TV, 4 episodi (1984-1986)
- Amen – serie TV, episodio 1x18 (1987)
- Bustin' Loose – serie TV, 26 episodi (1987-1988)
- L.A. Law - Avvocati a Los Angeles (L.A. Law) – serie TV, 6 episodi (1989-1990)
- Brother Future, regia di Roy Campanella II – film TV (1991)
- Stormy Weathers, regia di Will Mackenzie – film TV (1992)
- Perry Mason: Morte di un dongiovanni (Perry Mason: The Case of the Reckless Romeo), regia di Christian I. Nyby II – film TV (1992)
- You Must Remember This, regia di Helaine Head – film TV (1992)
- Cagney & Lacey: The Return, regia di James Frawley – film TV (1994)
- The Man Next Door, regia di Lamont Johnson – film TV (1996)
- EZ Streets – serie TV, episodi 1x09-1x10 (1996)

## Doppiatrici italiane
- Vittoria Febbi in Faustina, Shaft e i mercanti di schiavi, Assassinio sull'Eiger
- Gabriella Genta ne Il grande silenzio
- Adriana Vianello ne Il mio amico Arnold
- Serena Verdirosi in Starsky & Hutch